# فرانك ليويلين بومان
فرانك ليويلين بومان هو محامي وسياسي أمريكي، ولد في 21 يناير 1879، وتوفي في 15 سبتمبر 1936. نشط حزبياً في الحزب الجمهوري. وقد انتخب عضو مجلس النواب الأمريكي ‏.